# Nyeanella mabillei
Nyeanella mabillei là một loài bướm đêm trong họ Noctuidae.